# Ключ 29
| 又                     | 又      | 又      |
| ---------------------- | ------- | ------- |
| 28                     | 29      | 30      |
| Піньінь:               | yòu     | yòu     |
| Чжуїнь:                | ㄧㄡˋ   | ㄧㄡˋ   |
| Вейд-Джайлз:           | yu4     | yu4     |
| Ютпхін:                | jau6    | jau6    |
| Он:                    |         |         |
| Кун:                   |         |         |
| Кандзі:                | 又 mata | 又 mata |
| Хун:                   | 또 tto  | 또 tto  |
| Им:                    | 우 u    | 우 u    |
| Індекс у Вікісловнику: | 又      | 又      |

Ключ 29 — ієрогліфічний ключ, що означає і, а також і є одним із 23 (загалом існує 214) ключів Кансі, що складаються з двох рисок.
У Словнику Кансі 91 символ із 40 030 використовує цей ключ.

## Символи, що використовують ключ 29

Як писати ієрогліф.

| кількість рисок | ієрогліфи      |
| --------------- | -------------- |
| без додаткових  | 又             |
| 1 додаткова     | 叉             |
| 2 додаткові     | 及 友 双 反 収 |
| 3 додаткові     | 叏 叐          |
| 4 додаткові     | 发 叒          |
| 5 додаткових    | 叓             |
| 6 додаткових    | 叔 叕 取 受 变 |
| 7 додаткових    | 叙 叚 叛 叜 叝 |
| 8 додаткових    | 叞 叟          |
| 11 додаткових   | 叠             |
| 14 додаткових   | 叡             |
| 16 додаткових   | 叢             |